# Campeonato Europeo de Natación en Aguas Abiertas de 1991
El II Campeonato Europeo de Natación en Aguas Abiertas se celebró en Terracina (Italia) entre el 14 y el 15 de septiembre de 1991 bajo la organización de la Liga Europea de Natación (LEN) y la Federación Italiana de Natación.

## Resultados

### Masculino
| Evento | Oro                                        | Plata                                   | Bronce                                   |
| ------ | ------------------------------------------ | --------------------------------------- | ---------------------------------------- |
| 5 km   | Stefano Rubaudo · Italia · 1:06:51,7       | Davide Giacchino · Italia · 1:07:22,3   | Hans van Goor · Países Bajos · 1:07:38,4 |
| 25 km  | Christof Wandratsch · Alemania · 5:46:26,2 | Sergio Chiarandini · Italia · 5:56:50,2 | Urs Kohlhaas · Suiza · 5:58:50,1         |

### Femenino
| Evento | Oro                                    | Plata                                     | Bronce                            |
| ------ | -------------------------------------- | ----------------------------------------- | --------------------------------- |
| 5 km   | Éva Berzlánovits · Hungría · 1:13:51,2 | Yvetta Hlaváčová Checoslovaquia 1:14:13,4 | Mara Data · Italia · 1:14:13,7    |
| 25 km  | Eliana Fieschi · Suiza · 6:38:58,8     | Samantha Cavadini · Suiza · 6:54:27,7     | Rita Kovács · Hungría · 6:57:29,5 |

## Medallero
| Núm. | País           | Oro | Plata | Bronce | Total |
| ---- | -------------- | --- | ----- | ------ | ----- |
| 1    | Italia         | 1   | 2     | 1      | 4     |
| 2    | Suiza          | 1   | 1     | 1      | 3     |
| 3    | Hungría        | 1   | 0     | 1      | 1     |
| 4    | Alemania       | 1   | 0     | 0      | 1     |
| 5    | Checoslovaquia | 0   | 1     | 0      | 1     |
| 6    | Países Bajos   | 0   | 0     | 1      | 1     |
|      | TOTAL          | 4   | 4     | 4      | 12    |